# Palazzo Bonifacio a Regina Coeli
Il palazzo Bonifacio è un edificio di valore storico e architettonico di Napoli ubicato in largo Regina Coeli.
Risalente al Cinquecento, venne abitato da una certa Carmosina Bonifacio della famiglia Bonifacio, figlia di Dragonetto, la cui storia è legata al palazzo poiché la struttura residenziale ebbe splendore solo in quel periodo, quando la figlia di Dragonetto era lodata da Jacopo Sannazzaro.
L'edificio venne rimaneggiato nel corso dei secoli e oggi è adibito ad abitazioni come molti altri edifici storici del centro antico.
Nel cortile del palazzo è conservato una scultura di un  guerriero aragonese che forse, secondo delle fonti, era un antenato della famiglia Bonifacio, che infatti abitava nel palazzo.

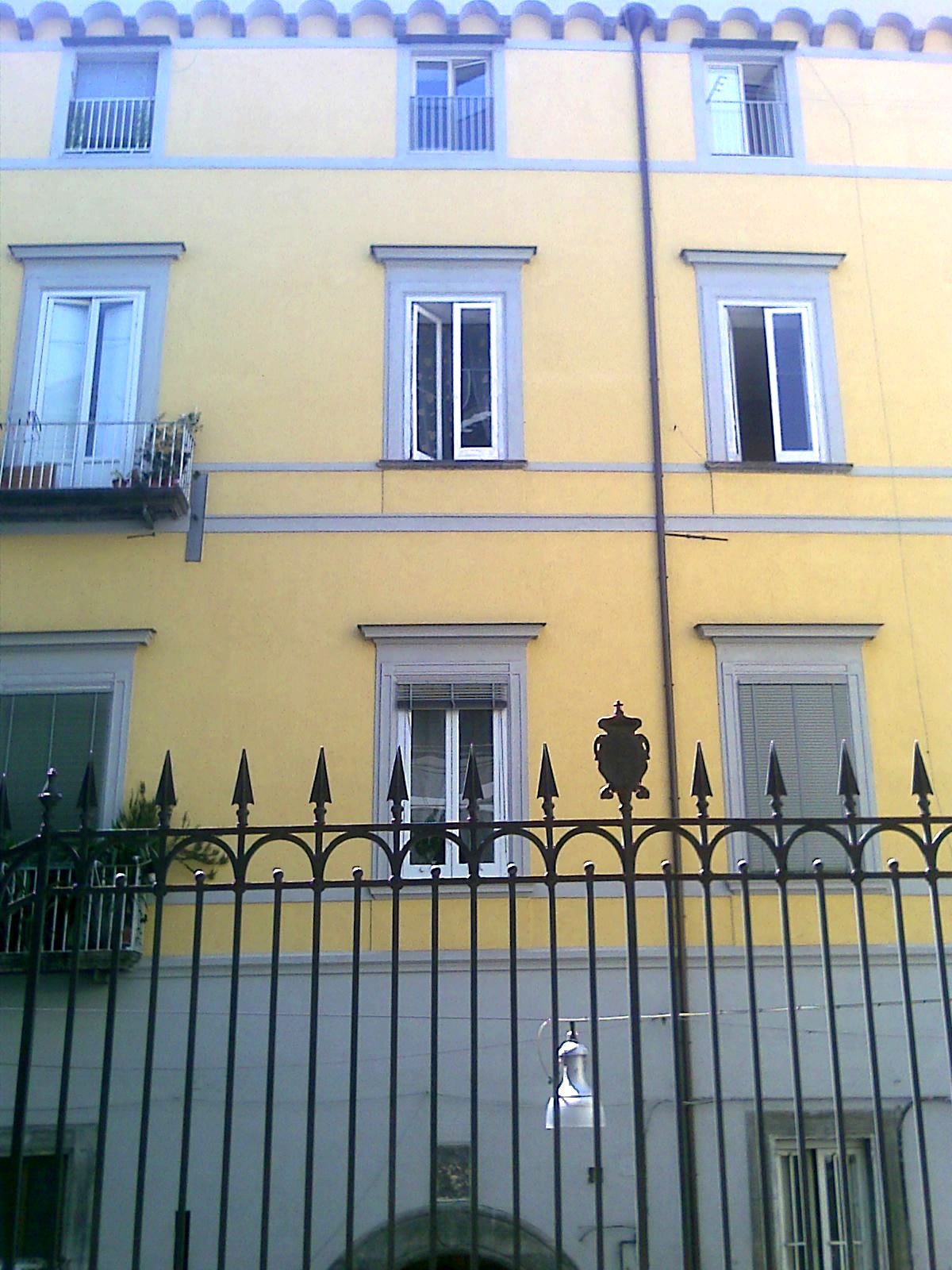
Facciata